# 斯蒂恩·弗萊德伯格
斯蒂恩·弗萊德伯格（丹麥語：Steen Fladberg，1956年10月11日—），是一位丹麥已退役男子羽球運動員，因其移動速度而聞名，他在1980年代表現出色。雖然是一個強大的國際級單打選手，但他最大的成就來自於雙打。
斯蒂恩·弗萊德伯格在1983年IBF世界錦標賽中與賈斯珀·黑勒迪一起贏得了男子雙打金牌，在決賽中以15-10、15-10擊敗了麥克·崔格特和馬丁·杜。 他與皮婭·尼爾森一起獲得混合雙打銀牌。
他還贏得了1986年歐洲羽球錦標賽男子雙打冠軍（搭檔為賈斯珀·黑勒迪），以及1988年歐洲羽球錦標賽混合雙打冠軍（搭檔為英格蘭選手吉莉安·克拉克）。

## 參參文獻
1. ↑  Pat Davis, The Guinness Book of Badminton (Enfield, Middlesex, England: Guinness Superlatives Ltd., 1983) 110.